# Dysschema sacrifica
Dysschema sacrifica là một loài bướm đêm thuộc phân họ Arctiinae, họ Erebidae.